# Systoechus namaquensis
Systoechus namaquensis är en tvåvingeart som beskrevs av Hesse 1938. Systoechus namaquensis ingår i släktet Systoechus och familjen svävflugor. Inga underarter finns listade i Catalogue of Life.